# リッキー・パーキー
リッキー・パーキー（Rickey Parkey、1956年11月7日 - 2024年4月7日）は、アメリカ合衆国の男性プロボクサー。テネシー州モリスタウン出身。元IBF世界クルーザー級王者。

## 来歴
1981年10月24日、プロデビューを果たし2回TKO勝ちで白星でデビューを飾った。
1982年1月30日、後のWBA世界ヘビー級王者ジェームス・スミスと対戦し6回判定負けでキャリア初黒星を喫した。
1984年9月11日、後のWBC世界クルーザー級王者バーナード・ベントンとUSBA全米クルーザー級王座決定戦で対戦し12回判定負けで王座獲得に失敗した。
1985年6月18日、元WBA世界ライトヘビー級王者エディ・ムスタファ・ムハマドと対戦し10回0-3(2者が3-6、2-7)の判定負け。
1985年9月10日、WBCアメリカ大陸クルーザー級王座決定戦をミハエル・アームスと対戦し12回3-0(2者が119-109、118-110)の判定勝ちで王座獲得に成功した。
1986年10月25日、IBF世界クルーザー級王者リー・ロイー・マーフィーと対戦し10回2分56秒TKO勝ちで王座獲得に成功した。
1987年3月28日、チサンダ・ムッチと対戦し12回54秒TKO勝ちで初防衛に成功した。
1987年5月15日、WBA世界クルーザー級王者イベンダー・ホリフィールドと対戦し3回2分44秒TKO負けを喫し2度目の防衛に失敗し王座から陥落しWBA王座獲得に失敗した。
1988年8月12日、USBA全米クルーザー級王座決定戦を元WBC世界クルーザー級王者アルフォンソ・ラトリフと対戦し7回KO負けで王座獲得に失敗した。
1990年12月7日、エディー・タイラーとWBF世界クルーザー級王座決定戦を行い6回1分40秒TKO勝ちで王座獲得に成功した。
1991年11月7日、WBCアメリカ大陸クルーザー級王座決定戦を元世界2階級制覇王者ドワイト・ムハマド・カウィと対戦し8回終了時棄権で王座獲得に失敗した。
1992年4月4日、WBC世界クルーザー級王者アナクレト・ワンバと対戦し8回KO負けを喫した。
1994年5月7日、クリストファー・ビゾトと対戦しと対戦し4回TKO負けを最後に現役を引退した。
2024年4月7日に故郷のモリスタウンで死去。

## 獲得タイトル
- WBCアメリカ大陸クルーザー級王座
- 第3代IBF世界クルーザー級王座(防衛1)
- WBF世界クルーザー級王座